# سیستم‌عامل دیسک
سیستم‌عامل دیسک (به انگلیسی: Disk operating system، مخفف DOS) یک سیستم عامل رایانه ای است که می‌تواند از یک دستگاه ذخیره‌سازی دیسک مانند فلاپی، هارد دیسک یا دیسک نوری استفاده کند. یک سیستم عامل دیسک باید یک سیستم فایل را برای سازماندهی، خواندن و نوشتن پرونده‌ها روی دیسک ذخیره‌سازی فراهم کند. به‌طور دقیق، این تعریف برای نسل‌های فعلی سیستم عامل‌ها، مانند نسخه‌های Microsoft Windows در حال استفاده، صدق نمی‌کند و فقط برای نسل‌های قدیمی سیستم عامل‌ها مناسب تر است.
سیستم عامل‌های دیسک برای پردازنده مرکزی، مینی کامپیوتر، میکروپروسسورها و رایانه‌های خانگی در دسترس بودند و معمولاً به عنوان بخشی از فرایند راه انداز از خود دیسک‌ها بارگیری می‌شدند.

## تاریخچه
در اوایل رایانه‌ها، هیچ دیسک، فلاپی دیسک یا دستگاه‌های ذخیره‌سازی مدرن فلش وجود نداشت. در عوض از دستگاه‌های ذخیره‌سازی اولیه مانند خطوط تأخیر، حافظه هسته ای، کارتهای سوراخ دار، نوار پانچ شده، نوار مغناطیسی و درام مغناطیسی استفاده شد؛ و در اوایل میکرو رایانه‌ها و رایانه‌های خانگی، نوار کاغذی یا نوار کاست صوتی (به استاندارد کانزاس سیتی مراجعه کنید) یا به جای آن از هیچ چیز استفاده نمی‌شد. در حالت دوم، وارد کردن برنامه و اطلاعات در سوئیچ‌های پانل جلویی به‌طور مستقیم به حافظه یا از طریق ترمینال / صفحه کلید رایانه انجام می‌شود، که گاهی توسط یک مترجم BASIC در ROM کنترل می‌شود. هنگام خاموش کردن برق، هرگونه اطلاعات از بین رفت.
در اوایل دهه ۱۹۶۰، با افزایش بزرگتر و مقرون به صرفه تر شدن درایوها، فروشندگان اصلی و مینی کامپیوتر برای شروع بهره‌برداری از دیسک‌ها، سیستم‌های عامل دیسک و اصلاح سیستم عامل‌های موجود را آغاز کردند.
هردو دیسک سخت و فلاپی دیسک‌ها برای مدیریت سریع دسترسی به بلوک ذخیره داده‌های پی در پی و سایر داده‌ها به نرم‌افزار نیاز دارند. برای اکثر میکرو رایانه‌ها، یک درایو دیسک از هر نوع، یک دستگاه جانبی اختیاری بود. سیستم‌ها می‌توانند با استفاده از درایو نوار یا بوت شدن بدون هیچگونه وسیله ذخیره‌سازی استفاده شوند. جزء سیستم عامل دیسک از سیستم عامل فقط در هنگام استفاده از درایو دیسک مورد نیاز بود.
تا زمانی که IBM سیستم اصلی / سیستم ۳۶۰ را اعلام کرد، مفهوم سیستم عامل دیسک به خوبی تثبیت شد. اگرچه IBM پشتیبان برنامه‌نویسی اصلی (BPS / 360) و TOS / 360 را برای سیستم‌های کوچک ارائه می‌داد، اما آنها از جریان اصلی خارج بودند و بیشتر مشتریان از DOS / 360 یا OS / 360 استفاده می‌کردند.
اکثر رایانه‌های خانگی و شخصی اواخر دهه ۱۹۷۰ و ۱۹۸۰ از یک سیستم عامل دیسک استفاده می‌کردند که اکثر اوقات با نام "DOS" همراه بود و در اجتماعات مربوط به سادگی به آنها "DOS" گفته می‌شد: CBM DOS برای سیستمهای ۸ بیتی Commodore , Atari DOS برای خانواده ۸ بیتی Atari , TRS-DOS برای TRS-80 و Apple DOS برای Apple II و MS-DOS برای سازگار با کامپیوتر IBM.
معمولاً سیستم عامل دیسک از دیسک بارگیری می‌شد. از جمله موارد استثنایی Commodore بود که DOS در تراشه‌های ROM در درایوهای دیسک قرارداشت.Lt.Kernal را برای کمودور ۶۴ و کومودور ۱۲۸ مدل DOS خود را بر روی دیسک ذخیره می‌شود، به عنوان مورد با سیستم‌های مدرن است، و DOS به لود رم در زمان بوت شدن. سیستم اختیاری دیسک فیلترینگ BBC Micro , DFS، به عنوان کیت با تراشه کنترل‌کننده دیسک، تراشه ROM و تعداد انگشت تراشه‌های منطقی ارائه شده‌است تا در داخل کامپیوتر نصب شود.

## سیستم عامل‌های دیسک که از سیستم عامل بسط داده شده‌اند (تعمیم یافته‌اند)
- اپل DOS سیستم عامل اصلی سری کامپیوترهای اپل II بود، از سال ۱۹۷۹ با معرفی دیسک فلاپی، زمانیکه درسال1983 ProDOS جایگزین شد.
- DOS Commodore در رایانه‌های ۸ بیتی Commodore مانند Commodore 64 مورد استفاده قرار گرفت. برخلاف اکثر سیستم‌های DOS دیگر، این دستگاه در دیسک‌های دیسک ادغام شده بود و در حافظه شخصی کامپیوتر بارگذاری نمی‌شد.
- Atari Dos توسط خانواده رایانه‌های ۸ بیتی Atari مورد استفاده قرار گرفت. سیستم عامل Atari فقط دسترسی به دیسک سطح پایین را ارائه می‌داد، بنابراین یک لایه اضافی به نام DOS از یک فلاپی بوت شد و عملکردهای سطح بالاتری مانند سیستم فایلها را ارائه داد. جایگزین‌های شخص ثالث برای Atari DOS نیز موجود بود: DOS XL , SpartaDOS , MyDOS , TurboDOS , Top-DOS.
- MSX-DOS برای استاندارد رایانه MSX. نسخه اولیه، که در سال ۱۹۸۴ منتشر شد، چیزی نبود جز MS-DOS 1.0 که به Z80 منتقل شده‌است. اما در سال ۱۹۸۸ به نسخه ۲ تکامل یافت و امکاناتی مانند زیرمجموعه‌ها، مدیریت حافظه و رشته‌های محیط را ارائه داد. هسته MSX-DOS در ROM (داخلی کنترلر دیسک داخلی) قرار داشت، بنابراین ظرفیت دسترسی اولیه فایل حتی بدون مفسر فرمان با استفاده از دستورهای توسعه یافته BASIC در دسترس بود.
- سیستم فیلترینگ دیسک (DFS) این یک جزء اختیاری برای Acorn BBC Micro بود که به عنوان کیت با تراشه کنترل دیسک، تراشه ROM و تعداد کمی تراشه منطقی ارائه می‌شود تا در داخل کامپیوتر نصب شود.
- سیستم پیشرفته فیلترینگ دیسک (ADFS) جانشین DFS Acorn بود.
- AMSDOS برای رایانه‌های Amstrad CPC.
- GDOS و G + DOS، برای رابط‌های دیسک + D و DISCiPLE برای طیف ZX.

## سیستم عامل‌های دیسک که سیستم عامل اصلی بودند
برخی از سیستم عامل‌های دیسک سیستم عامل کل سیستم رایانه ای بودند.
- برنامه کنترل اصلی Burroughs [الف] (MCP) برای B5000 در ابتدا از یک درام فرار می‌کرد، اما با شروع B5500 از دیسک فرار می‌کرد. این پایه و اساس MCP در B6500، B7500 و سیستم‌های جانشین آنها است.
- سیستم عامل‌های SIPROS , Chippewa (COS) , SCOPE , MACE و KRONOS روی سری Control Data Corporation (CDC) 6000 و ۷۶۰۰ همه سیستم عامل‌های دیسک بودند. KRONOS به NOS تکامل یافت و SCOPE به NOS / BE تکامل یافت.
- سیستم عامل GECOS برای خانواده رایانه‌های اصلی کامپیوتر [ب] GE [پ] 600 پایین (بعداً تبدیل به GCOS شد).
- سیستم عامل IBM Basic / 360 (BOS / 360)، سیستم عامل دیسک / 360 (DOS / ۳۶۰) و سیستم عامل / 360 (OS / ۳۶۰) برای همه استاندارد بودند اما کوچکترین سیستم / ۳۶۰ نصب. BOS از بین رفته‌است، DOS به z / VSE تکامل یافته و سیستم عامل به z / OS تبدیل شده‌است.
- سیستم عامل DOS-11 برای مینی کامپیوترها DEC PDP-11.
- CP / M یک سیستم عامل دیسک بود - حتی اگر به عنوان چنین نامگذاری شود - به عنوان سیستم عامل اصلی یا جایگزین برای میکرو رایانه‌های بی شماری از دهه ۱۹۷۰ و ۱۹۸۰ مورد استفاده قرار گرفت.
- TRSDOS سیستم عامل خط کامپیوترهای TRS-80 از Tandy بود.
- MS-DOS برای IBM PC سازگار با CPUهای Intel x86. این برنامه به عنوان 86-DOS شروع شد، که بر روی CP / M مدل‌سازی شده بود، و سپس خود پایه ای برای Microsoft -DOS مایکروسافت بود، و تا سال ۱۹۹۳ توسط IBM به عنوان IBM PC DOS رنوردی شد. سیستم‌های سازگار مختلفی بعداً توسط سازمان‌های مختلف تولید شدند و از سال ۱۹۸۸ با DR-DOS شروع به کار کردند.

## یادداشت
1. ↑  Now Unisys
2. ↑  Later Honeywell and ultimately Groupe Bull
3. ↑  Later Honeywell and ultimately Groupe Bull